# Gornji Velešići
Mjesna zajednica Gornji Velešići po geomorfološkim značajkama spada u padinske mjesne zajednice općine Novo Sarajevo. To je dijelom neurbanizirani dio općine izgrađen na obroncima brda Hum, većinski naseljen bošnjačkim stanovništvom.     

## Školski i vjerski objekti
Uprava Gornjih Velešića, uz rješavanje problema neovlaštene izgradnje i poboljšanja infrastrukturnih resursa,  mnogo napora ulaže u modernizaciju postojećeg školskog objekta, osnovne škole Velešićki heroji, na koju su upućeni i đaci iz susjednih mjesnih zajednica. Sedamdesetih godina prošloga stoljeća u naselju je podignuta džamija. 

## Vanjske poveznice
- Džamija u Gornjim Velešićima[neaktivna poveznica]